# نیروی فضایی (مجموعه تلویزیونی)
نیروی فضایی (انگلیسی: Space Force) یک مجموعه آمریکایی کمدی اداره تلویزیون اینترنتی است که توسط گرگ دنیلز و استیو کرل برای نتفلیکس ساخته شده‌است. فیلم بر روی گروهی از افرادی متمرکز است که وظیفه دارند ششمین شعبه نیروهای مسلح ایالات متحده آمریکا، نیروی فضایی ایالات متحده آمریکا را تأسیس کنند. استیو کرل، جان مالکوویچ، بن شوارتز، دایانا سیلورز، لیسا کودرو، تاونی نیوسوم و جیمی او یانگ. اولین بار در نتفلیکس در ۲۹ مه ۲۰۲۰ با نظرات متفاوتی روبرو شد. این سریال در نهایت در آپریل 2022 لغو شد.

## داستان
نیروی فضایی یک مجموعه کمدی اداره-کمدی-درام است که بر روی گروهی از افرادی متمرکز است که وظیفه دارند ششمین شعبه نیروهای مسلح ایالات متحده آمریکا، نیروی فضایی ایالات متحده آمریکا را تأسیس کنند. این فیلم، تلاش‌های ژنرال مارک نایرد (کارل) برای به دست آوردن «چکمه‌های روی ماه» تا سال ۲۰۲۴ به دستور رئیس‌جمهور را نشان می‌دهد.

## بازیگران

### اصلی
- استیو کرل به عنوان ژنرال (ایالات‌ها) مارک آر. نیرد، اولین فرمانده نیروی فضایی[۹]
- جان مالکوویچ به عنوان دکتر آدریان مالوری، دانشمند ارشد نیروی فضایی
- بن شوارتز در نقش تونی اسکاراپیدوچی، مدیر رسانه‌های اجتماعی نیروی فضایی
- دایانا سیلورز در نقش ارین نایرد، دختر نوجوان مارک
- Tawny Newsome در نقش سرگرد (ایالات متحده) آنجلا علی، خلبان هلیکوپتر نیروی فضایی و بعداً فضانورد
- جیمی او یانگ در نقش دکتر چان کایفانگ، دستیار اصلی دکتر مالوری (فصل ۲؛ فصل ۱ تکراری)
- دان لیک به عنوان سرتیپ (ایالات‌ها) برادلی گرگوری، نایرد آجودان (فصل ۲؛ فصل ۱ تکراری)

### مکمل

#### نظامی
- نوآ امریک به عنوان ژنرال کیک گراباستون، رئیس ستاد نیروی هوایی
- الکسی وروبیوف در نقش کاپیتان یوری «بابی» تلاتوویچ، رابط نیروهای فضایی روسیه و جاسوس و پسر نامشروع ولادیمیر پوتین
- روی وود جونیور در نقش سرهنگ برت میلوز، نیروی زمینی ایالات متحده آمریکا
- جین لینچ به عنوان فرمانده عملیات نیروی دریایی آمریکا
- دایدریچ بیدر به عنوان ژنرال رونگلی، فرماندهی ستاد مشترک ارتش ایالات متحده
- پاتریک واربرتون به عنوان ژنرال دابنی استرام، فرمانده سپاه تفنگداران دریایی[۱۰]
- لری جو کمبل در نقش دریاسالار لوئیس بیفونت، فرمانده گارد ساحلی ایالات متحده آمریکا[۱۱]
- اسپنسر هاوس در نقش دانکن تابنر، یک نگهبان نیروی فضایی از آلاباما
- جیمیسون وب در نقش سرگرد لی باکستر
- براندون مولاله در نقش کاپیتان کلارک لافینچ، USAF